# Andreas Vondenhoff
Andreas Vondenhoff (* 9. Dezember 1968) ist ein deutscher Poolbillardspieler.

## Karriere
1987 wurde Andreas Vondenhoff bei der Jugend-EM im Finale gegen den Schweden Paul Hultgren Vizeeuropameister im 9-Ball der Junioren.
1990 wurde er bei der deutschen Meisterschaft Vierter im 8-Ball und gewann bei der Europameisterschaft Bronze im 8-Ball.
Beim ersten Turnier der Euro-Tour, den Belgium Open 1992 wurde Vondenhoff Dritter. Im selben Jahr gelang ihm dies zudem bei den Dutch Open und den Italian Open.
Bei den Brunswick Open 1994 in Athen gewann er ebenfalls die Bronzemedaille. Bei der deutschen Meisterschaft desselben Jahres wurde er Vierter im 14/1 endlos.
Bei den Russian Open 1999 erreichte Vondenhoff den dritten Platz und gewann somit seine bislang letzte Euro-Tour-Medaille.
Im Juli 2002 kam er bei der 9-Ball-Weltmeisterschaft auf den 65. Platz.
Vondenhoff lebt derzeit in Elsdorf und ist dort Bezirksschornsteinfeger.